# Kế Sách (huyện)
Kế Sách là một huyện cũ thuộc tỉnh Sóc Trăng, Việt Nam.

## Địa lý

Một góc thị trấn Kế Sách

Huyện Kế Sách có tọa độ địa lý từ 9°14’ đến 9°55’ vĩ độ Bắc và từ 105°30’ đến 106°04’ kinh độ Đông và nằm ở vùng hạ lưu sông Hậu, là cửa ngõ phía bắc của tỉnh Sóc Trăng, cách thành phố Sóc Trăng 20 km, cách thành phố Cần Thơ 40 km, có ranh giới với 3 tỉnh Vĩnh Long, Trà Vinh, Hậu Giang, có vị trí địa lý:
- Phía đông giáp huyện Cầu Kè, tỉnh Trà Vinh
- Phía tây giáp thành phố Ngã Bảy và các huyện Châu Thành, Phụng Hiệp, tỉnh Hậu Giang
- Phía nam giáp huyện Châu Thành và huyện Long Phú
- Phía bắc giáp huyện Trà Ôn, tỉnh Vĩnh Long.

### Khí hậu
Huyện Kế Sách nằm trong vùng chịu ảnh hưởng của các yếu tố khí hậu, thời tiết mang nét đặc trưng của vùng đồng bằng sông Cửu Long, là vùng khí hậu nhiệt đới gió mùa, quanh năm nóng ẩm, có chế độ nhiệt cao.
Nhiệt độ không khí trung bình hàng năm 26,8 °C. Nhiệt độ cao nhất tuyệt đối là 37,8 °C (vào tháng 4 hàng năm); nhiệt độ thấp nhất tuyệt đối là 16,2 °C (vào tháng 12 – 1 hàng năm). Tổng số giờ nắng trung bình hàng năm là 2.342 giờ, bình quân 6,5 giờ/ngày.
Trong năm, khí hậu chia thành 2 mùa rõ rệt: mùa mưa từ tháng 4 đến tháng 11, mùa khô từ tháng 12 đến tháng 4 năm sau. Lượng mưa trung bình là 1.846 mm; lượng mưa phân bố không đều giữa các tháng trong năm, trong mùa mưa lượng mưa chiếm trên 90% tổng lượng mưa cả năm, tổng số ngày mưa trung bình là 136 ngày/năm.
Trên địa bàn huyện có 2 hướng gió chính: gió mùa Tây Nam từ tháng 5 đến tháng 11, gió mùa Đông Bắc từ tháng 12 đến tháng 4 năm sau. Tốc độ gió trung bình 2 m/s. Mỗi năm bình quân có trên 30 cơn giông và lốc xoáy, gây thiệt hại đến sản xuất và đời sống. Các yếu tố khí hậu thời tiết bất lợi và thiên tai có chiều hướng gia tăng trong những năm gần đây.
Nhìn chung, các yếu tố khí hậu thời tiết cơ bản thuận lợi cho phát triển sản xuất nông nghiệp theo hướng đa dạng hóa cây trồng vật nuôi. Tuy nhiên, những biến đổi khí hậu toàn cầu đang diễn ra, nhất là vấn đề nước biển dâng sẽ tác động mạnh đến các vung ven sông. Việc kiên cố hóa hệ thống đê sông trên địa bàn Kế Sách cần được coi trọng trong thời kỳ tới.

## Hành chính

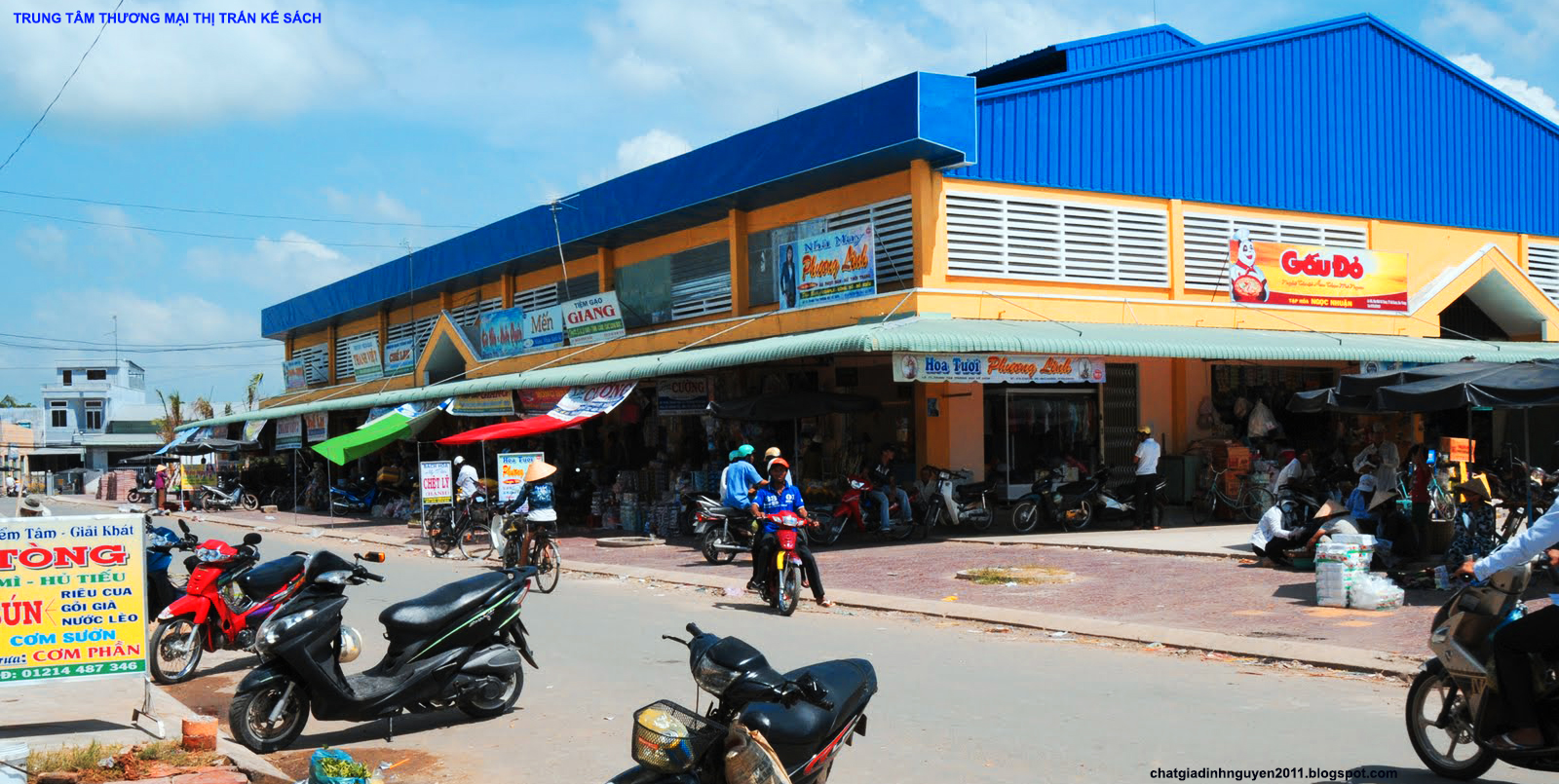
Trung tâm thương mại - dịch vụ thị trấn Kế Sách

Huyện Kế Sách có 13 đơn vị hành chính cấp xã trực thuộc, bao gồm 2 thị trấn: Kế Sách (huyện lỵ), An Lạc Thôn và 11 xã: An Lạc Tây, An Mỹ, Ba Trinh, Đại Hải, Kế An, Kế Thành, Nhơn Mỹ, Phong Nẫm, Thới An Hội, Trinh Phú, Xuân Hòa với 86 ấp.
Bản đồ hành chính huyện Kế Sách, tỉnh Sóc Trăng

## Lịch sử